# Études de design en France
Ne doit pas être confondu avec Études d'art en France.
Il existe plusieurs filières pour les études de design en France. On distingue les BTS, DNMADE, et DSAA qui se font dans des établissements d'enseignement supérieur publics et les formations de diplômes visés de designer dans les établissements supérieurs privés. 
Il existe plus de 70 établissements en France proposant des formations initiales de design préparant aux métiers du design et design industriel.

## Liste des diplômes

### Diplôme national des métiers d’art et du design
Le DN MADE, mis en place par le gouvernement entre 2018 et 2019, vise à remplacer les Manaa, BTS et DMA. Il remplace les BTS qui sont proposés dans des écoles nationales d'art et de design et certains établissements privés en design de produit, de mode, d'espaces, graphique. Pour l'admission, un Bac STD2A est généralement demandé, ou un autre bac et une année de mise à niveau, ou un BT de dessinateur en arts appliqués. Il remplace aussi les DUT ou BUT MMI forment des professionnels de la conception et de la réalisation de produits et de services multimédias.

### Licence
La licence d'arts sont de niveau bac+3, forment les étudiants aux métiers du design. 

### DSAA
Préparés dans les écoles nationales d'art et de design le diplôme supérieur d'arts appliqués (diplôme national) se font après un BTS ou un DMA et délivrent ainsi un niveau terminal d'études de bac+4 .

### Masters
Diplôme de niveau bac +5, se prépare après une licence ou un DSAA, il y a des masters spécialisé en design ou des masters pluridisciplinaires qui incluent le design. 

### Diplômes d'écoles privées
Des établissements privés d'enseignement supérieur préparent au design avec des formations en 5 ans post-bac,. Selon les écoles les formations proposées peuvent déboucher sur un certificat d'établissement, un titre inscrit au registre RNCP de niveau 6 à 7 (Bachelor et Mastère), ou un diplôme visé par le Ministère chargé de l'enseignement supérieur,.

## Spécialisations
Dans la plupart des établissements les élèves se spécialisent dans un secteur particulier. La spécialisation peut avoir lieu à différents moments selon les formations. Certaines écoles offrent une formation en 5 ans d'abord généraliste les deux premières années puis avec une spécialisation de bac+3 à bac +5. D'autres écoles proposent d’effectuer d'abord une formation de 3 ans (bachelor) avec une spécialisation dès la deuxième année.
Liste non exhaustive de spécialisations possibles :
- design de produits
- design d'espace, architecture intérieure
- design de marque
- design graphique
- design d’interaction
- design de mode
- design automobile et des transports[7]
- webdesign
- design d'interface
- design d'expérience utilisateur

## Débouchés
Les agences de design et les bureaux de création intégrés aux grands groupes constituent les principaux débouchés des étudiants en design. La profession est ensuite majoritairement composée de petites agences (jusqu'à 5 personnes).
Des designers exercent leur activité à leur compte en tant que consultants indépendants ou après avoir créé leur propre entreprise. Il leur est alors nécessaire de démarcher une clientèle pour obtenir des contrats.

## Liste des écoles de design

### Universités et écoles publiques

#### En Île-de-France
- Université Paris 13 (Bobigny) - Licence professionnelle infographiste et webdesigner
- Université Paris 13 (Villetaneuse) - Master Design d’interface multimédia et internet
- Université Gustave Eiffel (Champs-sur-Marne) - Master culture et métiers du web
- L'École nationale supérieure de création industrielle - Les Ateliers (ENSCI–Les Ateliers)
- L'École nationale supérieure des arts décoratifs (ENSAD)
- L'École Boulle
- École Nationale Supérieure des Arts Appliqués et des Métiers d'Art (ENSAAMA - Olivier de Serres)
- École Supérieure des Arts Appliqués Duperré
- Lycée Auguste-Renoir [12]
- Ecole Professionnelle Supérieure d'Arts Graphiques (EPSAA)
- CY école de design (CY Cergy Paris Université)
- L’École normale supérieure Paris-Saclay (ENS Paris-Saclay) - Département Design

#### Ailleurs en France
- L'École supérieure d'art et de design de Valenciennes
- L''École supérieure des arts appliqués de Bourgogne (Esaab)
- L'École européenne supérieure d'art de Bretagne
- L'École supérieure d'art et de design d'Amiens (ESAD Amiens)
- L'École supérieure d'art et de design d'Orléans (ESAD Orléans)
- L’École supérieure d’art et de design des Pyrénées à Pau (ESAD Pyrénées)
- L'École supérieure d'art et de design de Reims (ESAD)
- L'École supérieure d'art et design de Saint-Étienne (ESADSE)
- L'École Supérieure d'Art et de Design Marseille-Méditerranée (ESADMM)
- L'École supérieure de design Marseille (ESDM)[13]
- L'École supérieure des Beaux-arts de Toulouse
- L'École supérieure des Beaux-arts du Mans, (ESBAM)
- L'École Supérieure des Arts Appliqués et du Textile (ESAAT)
- L’École Supérieure de Design et Métiers d'Art d'Auvergne (ESDMAA)
- La faculté des Arts de l'Université de Strasbourg [14]
- L'École Supérieure de Design de Villefontaine
- La filière design de l'Université de Nîmes

### Écoles privées

#### En Île-de-France
- École Camondo
- École de Condé
- Académie Charpentier
- Penninghen
- ECV Paris
- Strate École de Design
- L'Institut Supérieur des Arts Appliqués (LISAA)
- MJM Graphic Design https://www.mjm-design.com/
- École supérieure des arts modernes (Esam Design)
- Créapole
- École Bleue[15]
- Cours Socrate[16]

#### Ailleurs en France
- EEGP Ecole supérieure Art - Design - Multimedia http://www.eegp.fr
- L'Institut Supérieur des Arts Appliqués (LISAA)
- L'École de design Nantes Atlantique
- Institut supérieur de design (ISD)
- École supérieur de Design Troyes[17]
- Lycée La Tourrache
- École de design de Nouvelle-Aquitaine
- The Sustainable Design School Cagnes sur Mer
- École Brassart
- Université de technologie de Compiègne (UTC)